# قلب مجنون (فلم)
قلب مجنون (بالإنجليزية: Crazy Heart) هو فيلم موسيقي ودرامي أمريكي 2009، كتبه وأخرجه سكوت كوبر واستند على رواية من نفس الاسم نشرت في عام 1987 لـ توماس كوب، الفيلم من بطولة جيف بريدجز، ماغي جيلنهال، كولين فاريل، روبرت دوفال

## القصة
من شأن القصة الحقيقية وراء موسيقى الريف التقليدية التي تشكل جوهر فيلم (قلب مجنون) أن تجعله مؤثراً بقدر قصة الكاتب والمخرج سكوت كوبر عن موسيقي محبط يوشك أن يخسر مسيرته المهنية، يشغل هذا الفيلم الجديد الناس وقد أتاح لجيف بريدجز، الذي يؤدي فيه دور المغني باد بلايك، فرصة الفوز بجوائزة عدة.
ربما تصلح القصة الحقيقية فيلماً عن صداقة بين موسيقيين اتخذت حياتهما مسارين مختلفين: أنتج الأول ألبومات حققت مبيعات بقيمة مليارات الدولارات وجوائز غرامي متعددة، أما الآخر فكانت حياته قاسية على هوامش الشهرة، كما يظهر في فيلم (قلب مجنون).
هذان الصديقان هما تي بون بورنيت، منتج موسيقي متخصص في الموسيقى الشعبية الأميركية صار مقصداً في هوليوود بعد عمله على موسيقى أوه أخي, أين فنّك؟ التي تحولت إلى أغنية شهيرة، وصديق طفولته ستيفن بروتون، عازف غيتار وكاتب أغانٍ ومغنٍ حظي بالتقدير عزف إلى جانب بوب ديلان وكريس كريستوفرسون وبوني ريت وكثيرين آخرين، لكنه لم ينل شهرة واسعة خارج نطاق الضليعين في الموسيقى الشعبية.
بعد أسبوعين فقط من إنهائهما موسيقى (قلب مجنون) الأساسية، عمل مشترك يتذكر بورنيت أنه تميز {بالكثير من الضحك}، توفي بروتون بعد أن خسر معركة استمرت لسنوات طوال مع مرض السرطان.
علّق بورنيت، 62 عاماً، وهو يجلس بقامته الفارعة (195 سنتيمتراً تقريباً) على أريكة سوداء في غرفة مكتبه في منزله في لوس أنجليس، بالقول: {ما إن أُبلغت أننا سنمضي قدماً (في الفيلم)، اتصلت أولاً بستيفن الذي أمضى السنوات الأخيرة من حياته متنقلاً بسيارة سوبربان. وجال في أنحاء البلد كافة، واضعاً غيتاراته ومكبرات الصوت وثيابه في الخلف}.
في رواية توماس كوب لعام 1987 التي يستند إليها الفيلم، يقود بلايك حافلة ركاب صغيرة متهالكة. لكن كوبر اختار أن يستعمل في الفيلم نموذجاً شبيهاً بسيارة بروتون.
وقّع بورنيت عقداً بصفته أحد منتجي الفيلم، ومشاركته هي التي رسخت قرار بريدجز أداء دور رجل كان أسطورة في مجال موسيقى الريف، ثم انحصر دوره في المشاركة في حفلات في أماكن لعب البولينغ والحانات السيئة السمعة، تنازل بورنيت عن واجبات الإشراف الموسيقي لبروتون الذي سبق وألّف موسيقى أفلام أخرى وعزفها، حتى أنه أدى بضعة أدوار في مجال التمثيل.

### بولينغ
عرف بروتون نمط حياة باد بلايك بشكل معمق، وشارك في تقديم بعض العناصر الأساسية في الفيلم لم تكن مذكورة في الكتاب، أعدّ «كوب» الرواية بداية استناداً إلى حياة هانك تومسون، مغنٍ مخضرم من تكساس وقائد فرقة، توفي منذ سنتين عن 82 عاماً.
بيد أن بروتون صاحب الفضل في مشهد مبكر يدخل فيه بلايك إلى مكان للعب البولينغ بعد إمضائه فترة طويلة على الطريق، يترجل من شاحنته ويفرغ قنينة من المياه بسعة غالون، ما سمح له بتفادي الوقوف المتكرر للدخول إلى الحمام، أمر يُعتبر مضيعة للوقت.
يعلق كوب (62 عاماً): {كان الجميع يتحدث عن قنينة سباركليتس، ويعود الفضل في هذا المشهد إلى بروتون، الذي قال: ينبغي أن تكون معك قنينة سباركليتس}.
قبل أن يعثر عالم هوليوود على بورنيت، حتى قبل أن يشق الأخير طريقه كمنتج ألبومات يسعى فنانون كثر إلى التعامل معه (من بينهم الفيس كوستيلو، فرقة لوس لوبوس، روي أوربيسون، بي بي كينغ والثنائي روبرت بلانت وأليسون كروس التي حصدت جوائز غرامي)، قام بجولات بصفته مغنياً وكاتب أغانٍ، محيياً مناسبات على غرار ما أحياة باد بلايك.
كان بورنيت يرتدي إحدى ستراته غامقة اللون ذات الياقة العالية المفضلة لديه، عكست بشكل أكثر بروزاً مظهره كواعظ من الغرب القديم، صرّح بورنيت: {كنت أنزل في فندق كان يدعى «بلاكهاوك إن» على ما أعتقد، في مكان ما في آيوا، وتبين لي أنه الفندق الذي توفي فيه كاري غرانت، ففكرت أن الأخير لم يمت في هذا الفندق، ومن المستحيل أن يكون رآه حتى، لكن يبدو أن هذا ما حصل}.
تابع بورنيت متحدثاً عن عازف موسيقى الروك، الذي قاد فرقة «سير دوجلاس كوينتت» في الستينات وفرقة «تكساس تورنادوس» في الثمانينات والتسعينات، قال بورنيت: {كتب دوغ سام، إحدى تلك الشخصيات الشبيهة بباد بلايك، أغنية كان عنوانها أنت لن تصبح كبيراً جداً وبالتأكيد لن تصبح ثقيلاً جداً لذا ليس من الضروري أن تتوقف وتدفع مستحقاتك في بعض الأحيان}.
تعتبر مسألة تسديد المستحقات في جوهر (قلب مجنون), علّق بورنيت، وهو ما زال يتحدث عن بروتون مستعملاً أحياناً الزمن الحاضر: {كان أحد أظرف الأشخاص في العالم، وهو أيضاً كاتب أغانٍ لامع وحذق، وكنا بحاجة إلى بعض الأغاني اللامعة والممتعة أو ما يشبه ذلك لهذه الشخصية}.

### تسجيلات
من بين الأغاني التقليدية الشبيهة بأغاني الحانات أُعدّت لفيلم (قلب مجنون) أغنية "Somebody Else"، التي يغني فيها بلايك لمعجبيه: {كنت في الماضي شخصاً مشهوراً، والآن أنا شخص آخر}.
أشار بورنيت إلى طاولة صغيرة بين الأريكة ونظام تجهيزات صوتية مزود بقرص دوّار يتيح له الإصغاء إلى التسجيلات الفونوغرافية عبر مكبرات صوت ضخمة بجانب مكتبه من إنتاج شركة "AR" وتعود إلى حقبة السبعينات، وقال: {كانت هذه الطاولة التي عملنا عليها، جلس جيف هنا وسكوت وستيفن، وكان الموسيقي رايان بينجهام هنا لبعض الوقت، وكنا نتحدث عمن كان بلايك، وعما أحبه وما أصغى إليه...}.
تابع بورنيت: {هذا بعض ما تشتمل عليه عملية إنتاج تسجيل: تشكيل هوية، توضيحها، تقويتها، وجلبها إلى دائرة الضوء، وفي هذه الحال، تبتكر هوية من العدم، وهذا أمر مسلٍّ جداً}.
بالنسبة إلى بورنيت، تمثل تجربة (قلب مجنون) {درساً عملياً في تقدير الشغف الفني عوضاً عن المال}.
أوضح بورنيت الذي لا يحتاج إلى مشاريع خاصة به ليملأ بها وقت فراغه: {أنجزت أعمالي كلها لمجرد الشغف بها}.
بعدما أنتج ألبوم كوستيلو الأخير الشهير بعنوان "Secret, Profane & Sugarcane" وقاد فرقته في جولته الوطنية، لدى بورنيت اليوم لائحة طويلة بمهام عليه إنجازها في السنة المقبلة، من بينها إطلاق ألبومات جديدة أنتجها لكل من جاكوب ديلان، ويلي نيلسون، غريغ آلمان، روبرت راندولف، وجون ميلينكامب، فضلاً عن ذلك، يشرف على تسجيل يشارك فيه نجوم عدة بعنوان "Ghost Brothers of Darkland County"، مسرحية موسيقية هدفها الوصول إلى برودواي، ألف موسيقاها ميلينكامب، فيما كتب الرواية ستيفن كينغ المعروف بتأليفه قصص الرعب.
كذلك يحضّر لسلسلة "Tough Trade"، التي تتطرق إلى حياة ثلاثة أجيال من نجوم موسيقى الريف ويتولى بورنيت فيها منصب المنتج الموسيقي التنفيذي، ومن المقرر أن يبدأ عرضها في السنة المقبلة عبر "EPIX"، خدمة التسلية والترفيه الجديدة التابعة لشركة "Viacom".
أما (قلب مجنون)، فرُشِّح لجائزتي غولدن غلوب عن أداء بريدجز المذهل وعن أغنية الفيلم "The Weary Kind"، التي ألفها بورنيت مع بينجهام، المغني وكاتب الأغاني البارز من تكساس، قال بورنيت إن {أحداً لم يتقاضَ أي أجر، إذ لم يعتقد أحد أن الفيلم سينجح إلى هذا الحد}.
وتابع بورنيت: {قمنا بذلك بداية بدافع المتعة، لكنني شعرت أيضاً أننا نستطيع تقديم عمل جيد، تتمثل فلسفتي في الحياة في أنك إذا قمت بما هو جيد، تتاح أمامك فرص لتحقيق النجاح، أما إذا أردت القيام بما هو مقبول، فلن تبرز أعمالك}, مقهقهاً من كل قلبه، ختم بورنيت: {إذاً، من الأفضل أن تقدّم عملاً مميزاً الآن وتبرع في ما تفعله، هكذا يكون أمامك الطريق مفتوحاً لتحقيق نجاح كبير}.

## الممثلين
الأدوار الرئيسية:
| الممثل       | الدور الرئيسي                   |
| ------------ | ------------------------------- |
| جيف بريدجز   | أوتيس "باد" بلايك               |
| ماغي جيلنهال | جين كرادوك                      |
| كولين فاريل  | تومي سويت                       |
| روبرت دوفال  | واين كرايمر                     |
| باول هيرمان  | جاك جرين                        |
| ريان بينجهام | توني، عضو في فرقة صالة البولينج |
| ريك ديال     | ويسلي بارنز، خال جين            |

## وصلات خارجية
- الموقع الرسمي
- مقالات تستعمل روابط فنية بلا صلة مع ويكي بيانات
- قلب مجنون نص الفيلم